# Bernard Diomède
Bernard-Thierry Diomède (Saint-Doulchard, 23 gennaio 1974) è un allenatore di calcio ed ex calciatore francese di origini guadalupensi, di ruolo centrocampista, commissario tecnico della nazionale Under-19 francese.

## Caratteristiche tecniche
Era un'ala.

## Carriera

### Club
Diomède comincia la carriera professionistica nell'Auxerre e fa il suo debutto in Ligue 1 nel 1992. Con la squadra francese allenata da Guy Roux conquista il campionato e la coppa nel 1996. In tutto segna in Ligue 1 con l'Auxerre 30 reti in 176 presenze.
Nel 2000 viene acquistato per 3 milioni di sterline dal Liverpool. Qui il giocatore non riesce ad esprimere il suo potenziale anche a causa di vari infortuni. Con la squadra inglese ha vinto la Coppa UEFA, la League Cup e la FA Cup nonostante con i "reds" abbia giocato solo 5 partite in poco più di due anni.
Nel gennaio 2003 viene ceduto in prestito all'Ajaccio, rimanendovi anche nella stagione seguente
. Ha quindi giocato con il Créteil in Ligue 2 e con il Clermont Foot Auvergne in Championnat National. Rimasto senza contratto si è allenato con le riserve del Créteil.

### Nazionale
Diomède con la nazionale francese ha giocato otto partite, tutte nel 1998. La sua prima partita è stata un'amichevole contro la Spagna (1-0) mentre l'ultima è stata l'ottavo di finale di Francia 1998 (mondiale vinto proprio dai transalpini) giocato contro il Paraguay (1-0 d.t.s.).

## Statistiche

### Cronologia presenze e reti in nazionale
| Cronologia completa delle presenze e delle reti in nazionale ― Francia | Cronologia completa delle presenze e delle reti in nazionale ― Francia | Cronologia completa delle presenze e delle reti in nazionale ― Francia | Cronologia completa delle presenze e delle reti in nazionale ― Francia | Cronologia completa delle presenze e delle reti in nazionale ― Francia | Cronologia completa delle presenze e delle reti in nazionale ― Francia | Cronologia completa delle presenze e delle reti in nazionale ― Francia | Cronologia completa delle presenze e delle reti in nazionale ― Francia |
| Data                                                                   | Città                                                                  | In casa                                                                | Risultato                                                              | Ospiti                                                                 | Competizione                                                           | Reti                                                                   | Note                                                                   |
| ---------------------------------------------------------------------- | ---------------------------------------------------------------------- | ---------------------------------------------------------------------- | ---------------------------------------------------------------------- | ---------------------------------------------------------------------- | ---------------------------------------------------------------------- | ---------------------------------------------------------------------- | ---------------------------------------------------------------------- |
| 28-1-1998                                                              | Saint-Denis                                                            | Francia                                                                | 1 – 0                                                                  | Spagna                                                                 | Amichevole                                                             | -                                                                      |                                                                        |
| 25-2-1998                                                              | Marsiglia                                                              | Francia                                                                | 3 – 3                                                                  | Norvegia                                                               | Amichevole                                                             | -                                                                      | 10’                                                                    |
| 25-2-1998                                                              | Mosca                                                                  | Russia                                                                 | 1 – 0                                                                  | Francia                                                                | Amichevole                                                             | -                                                                      |                                                                        |
| 29-5-1998                                                              | Casablanca                                                             | Marocco                                                                | 2 – 2                                                                  | Francia                                                                | Amichevole                                                             | -                                                                      | 76’                                                                    |
| 5-6-1998                                                               | Helsinki                                                               | Finlandia                                                              | 0 – 1                                                                  | Francia                                                                | Amichevole                                                             | -                                                                      | 77’                                                                    |
| 18-6-1998                                                              | Saint-Denis                                                            | Francia                                                                | 4 – 0                                                                  | Arabia Saudita                                                         | Mondiali 1998 - 1º turno                                               | -                                                                      | 58’                                                                    |
| 24-6-1998                                                              | Lione                                                                  | Francia                                                                | 2 – 1                                                                  | Danimarca                                                              | Mondiali 1998 - 1º turno                                               | -                                                                      | 53’                                                                    |
| 28-6-1998                                                              | Lens                                                                   | Francia                                                                | 1 – 0 gg                                                               | Paraguay                                                               | Mondiali 1998 - Ottavi di finale                                       | -                                                                      | 77’                                                                    |
| Totale                                                                 |                                                                        | Presenze                                                               | 8                                                                      |                                                                        | Reti                                                                   | 0                                                                      |                                                                        |

## Palmarès

### Giocatore

#### Club

##### Competizioni nazionali
- Coppa di Francia: 2

Auxerre: 1993-1994, 1995-1996
- Campionato francese: 1

Auxerre: 1995-1996
- Coppa d'Inghilterra: 1

Liverpool: 2001
- Coppa di Lega inglese: 1

Liverpool: 2001
- Charity/Community Shield: 1

Liverpool: 2001

##### Competizioni internazionali
- Coppa Intertoto UEFA: 1

Auxerre: 1997
- Coppa UEFA: 1

Liverpool: 2000-2001
- Supercoppa UEFA: 1

Liverpool: 2001

#### Nazionale
- Campionato mondiale: 1

1998